# Adélieland
Adélieland (Frans: Terre Adélie) is een door Frankrijk opgeëist deel van (Oost-)Antarctica. Frankrijk beschouwt het als een district van de Franse Zuidelijke Gebieden. Het is door de Franse verkenner Jules Dumont d'Urville naar zijn vrouw vernoemd en wordt sinds 1955 opgeëist als een overzees gebied van Frankrijk.
Internationaal wordt de Franse eis niet erkend. Het Antarctisch Verdrag van 1961 "bevriest" momenteel alle territoriale aanspraken op het continent.
Adélieland heeft een oppervlakte van ongeveer 432.000 km². Dit gebied heeft geen inwoners, al verblijven er ongeveer 100 onderzoekers (hun aantal schommelt per seizoen). Frankrijk exploiteert het Station Dumont d'Urville op Adélieland.
Saint-Paul en Amsterdam · Crozeteilanden · Kerguelen · Adélieland · Verspreide Eilanden in de Indische Oceaan
Antártica · Argentijns Antarctica · Australisch Antarctisch Territorium · Brits Antarctisch Territorium · Koningin Maudland · Adélieland · Peter I-eiland · Ross Dependency